# Lepidocolaptes falcinellus
A Lepidocolaptes falcinellus a madarak (Aves) osztályának verébalakúak (Passeriformes) rendjébe, valamint a fazekasmadár-félék (Furnariidae) családjába tartozó faj.

## Rendszerezése
A fajt Jean Cabanis és Ferdinand Heine írták le 1859-ben, a Thripobrotus nembe  Thripobrotus falcinellus néven.

## Előfordulása
Dél-Amerika középső keleti részén, Argentína, Brazília és Paraguay területén honos. Természetes élőhelyei a szubtrópusi és trópusi síkvidék és hegyi esőerdők.

## Megjelenése
Testhossza 20 centiméter, testtömege 26-30 gramm.

## Természetvédelmi helyzete
Az elterjedési területe nagyon nagy, egyedszáma pedig stabil. A Természetvédelmi Világszövetség Vörös listáján nem fenyegetett fajként szerepel.